# Jastrzębia Przełęcz
Jastrzębia Przełęcz (słow. Jastrabie sedlo, niem. Karfunkelturmscharte, węg. Karbunkulus-csorba, Karbunkulus-torony-csorba, ok. 2100 m) – głęboka i wąska przełęcz w słowackiej części Tatr Wysokich, w Jastrzębiej Grani. Znajduje się w niej między Jastrzębim Kopiniaczkiem na zachodzie a Jastrzębią Turnią na wschodzie.
Stoki północne opadają z przełęczy do Doliny Jagnięcej, południowe – do Doliny Jastrzębiej. Do Doliny Jagnięcej zbiega z siodła trawiasto-kamienisty żleb. W stronę Doliny Jastrzębiej spada natomiast piarżysty żleb kończący się u dołu w rejonie Kopiniaczkowej Pościeli – trawnika, poniżej którego przekształca się on w stromą skalną rynnę. Kopiniaczkowa Pościel jest miejscem, do którego dochodzą dwie ukośne formacje skalne: Kopiniaczkowa Drabina z lewej i Wyżnia Jastrzębia Drabina z prawej strony.
Na Jastrzębią Przełęcz, podobnie jak na inne obiekty w Jastrzębiej Grani, nie prowadzą żadne znakowane szlaki turystyczne. Dla taterników przełęcz ta stanowi dogodny dostęp do pobliskich masywów Jastrzębiej Turni, Jastrzębich Kopiniaków czy też Małego Kołowego Szczytu. Najłatwiejsze wejście prowadzi od strony Doliny Jagnięcej, zimą jest dostępne także dla narciarzy. Ścieżka z Doliny Jagnięcej została wybudowana w 1906 r. na potrzeby myślistwa.
Pod Jastrzębią Przełęczą zginął taternik Albert Brnčal, od którego nazwiska nazwano schronisko nad Zielonym Stawem (Brnčalova chata). Schronisko nosiło imię wspinacza w latach 1950–1990.
Pierwsze odnotowane wejścia na przełęcz:
- letnie – Maciej Sieczka, ok. 1880 r.,
- zimowe – Imre Barcza, Oszkár Jordán i Tihamér Szaffka, 10 kwietnia 1909 r.[2]

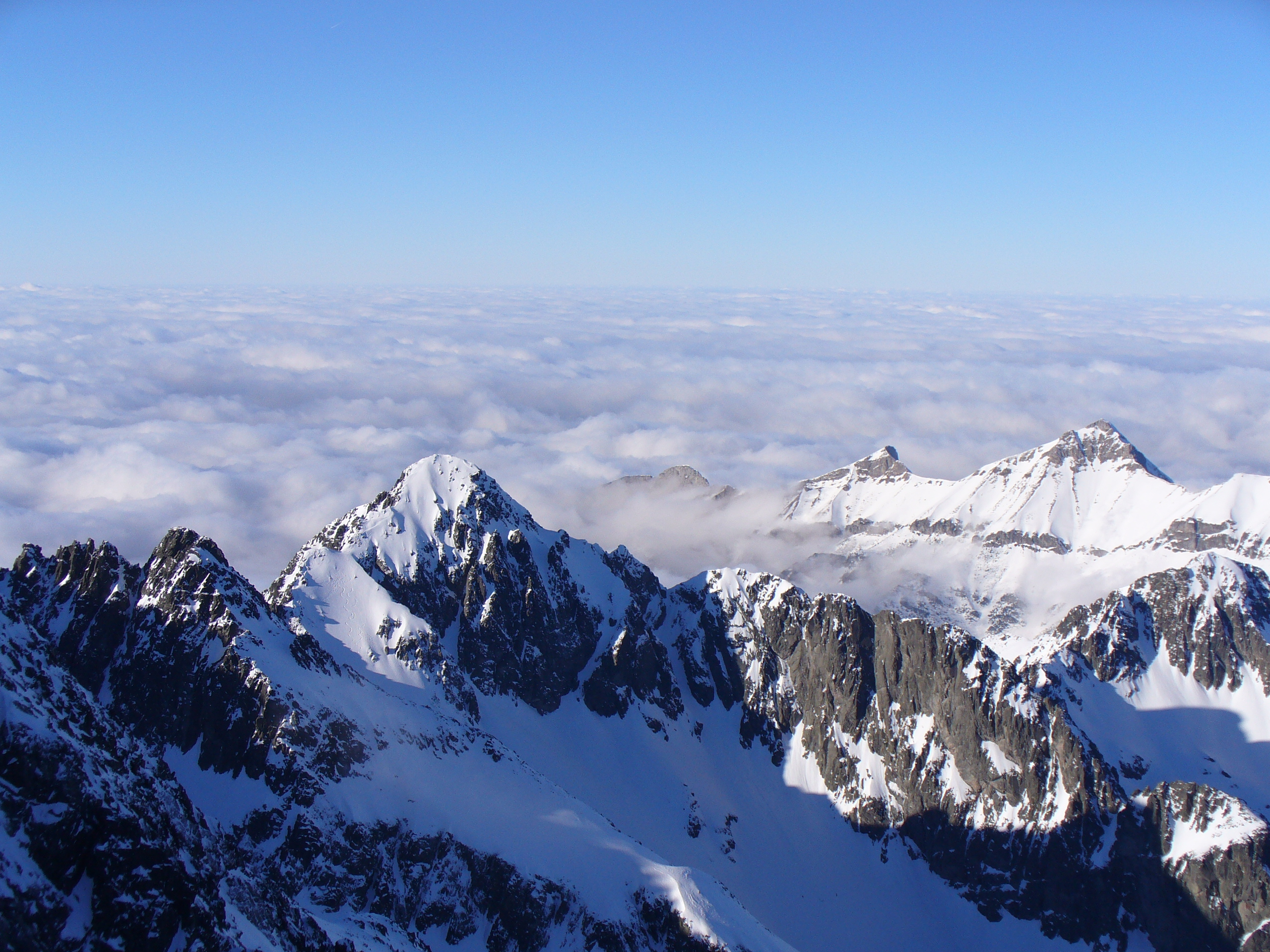
Jastrzębia Przełęcz w dolnej prawej części zdjęcia – widok z Łomnicy